# Семигорское муниципальное образование
Семигорское муниципальное образование — муниципальное образование со статусом сельского поселения в Нижеилимском районе Иркутской области России. Административный центр — посёлок Семигорск.

## Демография
По результатам Всероссийской переписи населения 2010 года численность населения муниципального образования составила 880 человек, в том числе 452 мужчины и 428 женщин.

## Населённые пункты
В состав муниципального образования входят населённые пункты:
- посёлок Семигорск
- поселок железнодорожной станции Мерзлотная